# 斯潘塞·琼斯环形山
斯潘塞·琼斯环形山(Spencer Jones)是位于月球背面赤道区的一座大型撞击坑，约形成于早雨海世，其名称取自英国天文学家哈罗德·斯潘塞·琼斯爵士(Harold Spencer Jones，1890年-1960年)，1970年被国际天文联合会正式批准接受。

## 描述

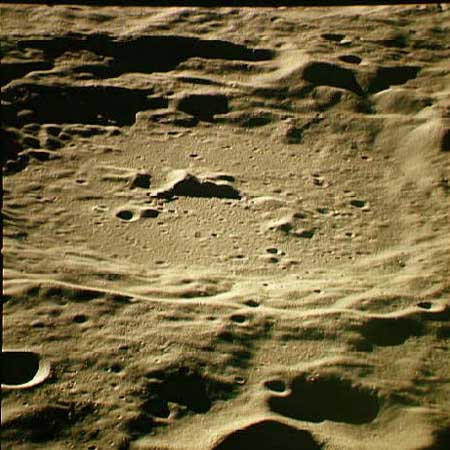
阿波罗16号拍摄的斯潘塞·琼斯环形山

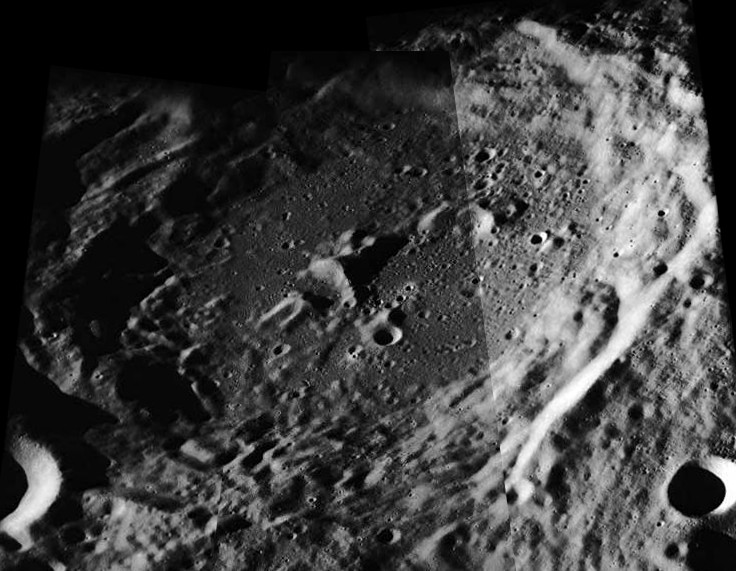
阿波罗16号拍摄的斜视图

该陨坑位于弗罗因德利希-沙罗诺夫盆地西南侧，西北紧邻范亨特陨石坑；东北坐落着泽尔尼克环形山；安德森环形山位于它的东北偏东；东侧及西南分别横亘着沙罗诺夫环形山和帕帕列克西环形山。该环形山的中心月面坐标为13°04′N 165°50′E / 13.06°N 165.84°E，直径88.2公里，
深度2.8公里。
斯潘塞·琼斯环形山外观呈多边形状，磨损程序中等。坑壁略为平缓，但边缘线清晰，南侧壁有一处鞍形下凹，卫星坑"斯潘塞·琼斯环形山 Q"紧挨在它的西南端；陨坑内侧坡呈阶地结构；坑壁平均高出周边地形1390米，内部容积6800公里³。除东北和西南部较崎岖外，坑底表面相对平坦。中心处坐落着一道三叉形山脊，数座小山丘散落在它的周围。

## 卫星陨石坑

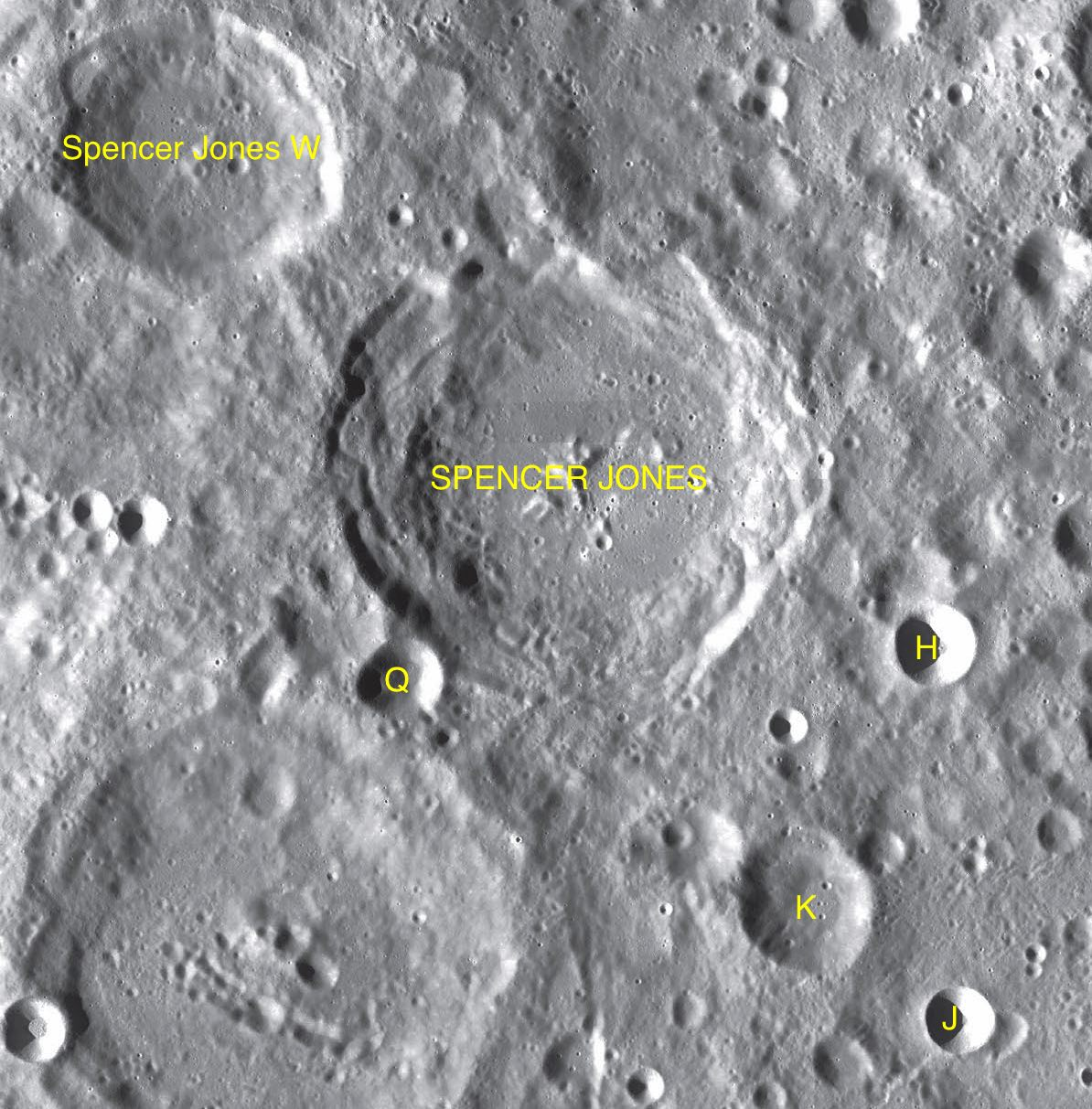
LAC-67 月面地图

按惯例，最靠近斯潘塞·琼斯环形山的卫星坑在月图上以字母标注在该坑中心点的旁边。
| 斯潘塞·琼斯 | 纬度    | 经度     | 直径    |
| ----------- | ------- | -------- | ------- |
| H           | 12.1° N | 167.9° E | 17 公里 |
| J           | 9.7° N  | 168.0° E | 12 公里 |
| K           | 10.4° N | 167.0° E | 29 公里 |
| Q           | 12.0° N | 164.4° E | 17 公里 |
| W           | 15.2° N | 163.3° E | 50 公里 |

- 卫星坑"斯潘塞·琼斯 W"形成于 酒海纪[1]。